# Robert Tieman
Robert Tieman (ur. 17 maja 1976 w m. Leiderdorp) – holenderski menedżer i polityk, od 2025 minister infrastruktury i gospodarki wodnej.

## Życiorys
W 2000 ukończył studia z nawigacji na uczelni Hogeschool van Amsterdam. Kształcił się również na University of Bradford w zakresie zarządzania portami. Pracował w zrzeszeniu rotterdamskich firm portowych i przemysłowych Deltalinqs, a także na menedżerskich stanowiskach w koncernie chemicznym LyondellBasell i w organizacji pracodawców VNO-NCW. Od 2023 był członkiem zarządu Hoogheemraadschap van Delfland, instytucji odpowiadającej za gospodarkę zasobami wodnymi. Pełnił funkcje sekretarza organizacji branżowej Havenvereniging Rotterdam i przewodniczącego zespołu rzeczniczego w zrzeszeniu holenderskiego przemysłu chemicznego VNCI.
W czerwcu 2025 z rekomendacji ugrupowania BoerBurgerBeweging objął urząd ministra infrastruktury i gospodarki wodnej w rządzie Dicka Schoofa.